# 上京临潢府
上京临潢府，辽朝五京之一，为首都的行政区划。其辖区在今内蒙古自治区赤峰市巴林左旗。临潢府曾是辽代的第一座都城。该城最早由辽太祖耶律阿保机建于918年，926年时扩建后正式成为辽代的一座京城。此后该城池曾作为金代的北京，并于此后被多次降格。1214年，该城池被蒙古军队攻占并遭到全毁。1912年，该城池再次被重新发现并得到确认。1961年被列为全国重点文物保护单位。整座城池分为南北两部分，北部为皇城，南部为汉城，皇城内留有宫城遗址。该城池曾多次被考古发掘，并出土了大量钱币等文物。

## 历史
辽上京属地在汉朝年间属于辽东郡属地，所处的地带水草丰足，地势易守难攻。王莽时，称北安平。辽太祖耶律阿保机在当地最早建立了一座龙眉宫。《辽史 卷三十七》所记：“唐所封大贺氏勒得王有墓存焉”。辽太祖取天梯、蒙国、别鲁等三山之势于苇甸，射金龊箭以识之，谓之龙眉宫。神册三年（918年）时，辽朝在龙眉宫的基础上建造了一座城池，最初名为皇都，是为辽代的第一座都城。天显元年（926年）时，辽太祖在攻打渤海国之后返回该地，并建立了天赞宫。天赞宫共分为三个大殿，即开皇殿、安德殿和五鸾殿，主要在每月的初一和十五、节日、先皇的生辰和忌日等日子做祭祀用，届时在辽东京的文武百官都会前来参加祭祀活动。此后又在皇都城的东南建立了天雄寺，寺庙中安放有宣简皇帝耶律撒剌的的遗像。天显十三年（938年）时，皇都城更名为上京，治所名为临潢，即上京临潢府。
据《辽史》记载，此时的上京城周长达到13.5公里，城墙四面除北面外各开两扇门，东侧分别为迎春门和雁儿门，西侧分别为金凤门和西雁儿门，南侧分别为顺阳门和南福门。北城为皇城，城墙高9米，建有楼橹。东南西北各开四扇门，东侧为安东门，西侧为乾德门，南侧为大顺门，北侧为拱辰门。此外在南门内设有内南门名为承天门，其上建有楼阁。在通往内城的东西两侧道路上还建有东华门和西华门，分别位于城的东西两侧。南城为汉城，城墙高约6米，城墙上不设敌楼。正南街东侧为留守司衙、盐铁门、南门、龙寺街。皇城南侧为临潢府，旁边设置临潢县，在临潢县西南建有崇孝寺，崇孝寺西侧为长泰县和西天长观。皇城西南国子监，国子监北侧为孔子庙，孔子庙东侧建有节义寺。城西北侧建有辽太宗所建的安国寺，安国寺东为齐天皇后的故宅，故宅东侧有元妃宅邸。在宅邸南侧盖有圣尼寺，绫锦院、内省司、麹院等建筑，赡国仓和省司仓两处粮仓在皇宫西南侧。南城为汉城，南侧有一条横街，两侧建有楼市，周边为普通平民居住区域。东门内设有北潞县，东南侧设有兴仁县。南门内东侧建有回鹘营，为专门供回鹘商贩留居上京的住所。西南侧建有同文驿，为各国信使居留的住所。同文驿西南侧建有临潢驿，专门接待西夏的信使。临潢驿西侧建有福先寺。福先寺西侧设有宣化县，西南设有定霸县，定霸县西侧设有保和县。西门内侧设有易俗县，易俗县东侧设置有迁辽县。
辽天庆十年，即金天辅四年（1120年）时，金太祖完颜阿骨打率兵攻陷上京，并摧毁了城内包括宫殿在内的所有主要建筑物，此后辽上京成为了金上京。金天眷元年（1138年）时，金上京被更名为金北京，天德二年（1150年）降格为临潢府路驻地，泰和年间（1201-1208年）再次降格为临潢府驻地。1214年，该城池被蒙古军队攻陷，整座城池几遭全毁，此后再无复建。此后该地成了元代功臣薛特禅及其后裔所有，为全宁路鲁王分地。
1912年，法国天主教传教士闵宣化来到内蒙古昭乌达盟地区传教，在传教的同时也对辽代的古城遗址加以关注。他曾提到昭乌达盟巴林左旗的一处被称为“南波罗城”的遗址，并确认该处遗址为辽上京遗址。1920年，辽上京汉城部分被辟为农田，因而遭到严重破坏。抗日战争时期，曾有日本人来到遗址进行挖掘，具体结果不详。1962年时，中华人民共和国内蒙古自治区文物工作队对该处城池遗址进行了勘探和试掘。1980年代时，考古人员还曾经在城址附近找到大量辽代汉人火葬墓:131。

## 结构

辽上京遗址平面图

现存辽上京遗址周长6400米，由南北两部分组成，这两部分已在河水的冲蚀作用下分开:422。北城为皇城，四方形，南北长约1700米，东西宽约1500米，城墙残高最高处为9米，南、西、北三侧存有城门遗址，在东、西、北三侧均存有城门外的瓮城遗址，其余城墙遗址上存有马面，相距约100米。宫殿遗址位于皇城中央偏南的位置，主殿遗址位于城中最高处，四周均留有部分宫墙遗址，该宫墙由夯土夯筑而成，夯土可分为地上墙身和地下基槽两部分，宫城东门遗址保存较为完好，共有3个门道，其中两侧保存较为完好，中间的则损毁严重。宫城东门的夯土基台上仍保存了以磉墩承重的柱网结构。宫城西门与皇城西门相对且有道路相连。宫腔周围还有大量金代的建筑遗址。宫殿遗址东侧和东南到城墙遗址之间的位置有大量的辽代建筑遗址，这些遗址原属于官署、寺庙等类别的机构:131。
南侧为汉城，东西长约1700米，南北长约1200米。现存4座城门遗址，北侧中央有一条道路通入皇城南部。城墙相比较起北城而言过于简陋，加之城址南侧的白音戈洛河多次改道过程中对城址的反复冲刷，导致城内遗迹大量损坏，仅剩余城北侧中央的部分，其余部分已很难复原:131-132。辽上京遗址城南存有一座塔，为八角七檐空心砖塔，高25米，每面均雕刻有佛像、菩萨等造像。

## 地理
涞流河自西北南流，绕京三面，东入于曲江，其北东流为按出河。又有御河、沙河、黑河、潢河、鸭子河、他鲁河、狼河、苍耳河、辋子河、胪朐河（今称克鲁伦河）、阴凉河、猪河、鸳鸯湖、兴国惠民湖、广济湖、盐泺、百狗泺、大神淀等河流湖泊。山川有马盂山、兔儿山、野鹊山、盐山、凿山、松山、平地松林、大斧山、列山、屈劣山、勒得山。

## 行政区划
户三万六千五百，辖军、府、州、城二十五。统十县，临潢县、长泰县、定霸县、保和县、潞县、易俗县、迁辽县、渤海县、兴仁县及宣化县。

## 历任临潢尹
- 耶律遥辇（942年—943年）
- 耶律拔里得（948年）
- 高勋（957年—961年）
- 韩匡嗣（970年—971年）
- 韩德让（972年—977年）
- 除室（980年—981年）
- 褭衮（982年—983年）
- 耶律稍（983年）
- 耶律化哥（986年—992年）
- 耶律景（994年—996年）
- 耶律八哥（998年—1011年）
- 萧继先（1010年）
- 韩制心（1015年—1021年）
- 萧敌烈（1022年）
- 萧孝先（1025年—1027年）
- 耶律敌烈（1028年）
- 萧孝先（1030年—1031年）
- 耶律弘古（1032年—1034年）
- 耶律信宁（1036年—1037年）
- 萧孝穆（1051年—1052年）
- 耶律陈留（1053年—1055年）
- 韩绍文（1055年）
- 耶律查葛（1056年）
- 耶律和鲁斡（1056年—1060年）
- 刘二玄（1061年）
- 耶律侯古（1064年—1072年）
- 姚景行（1076年）
- 蕭速撒（1077年）
- 萧挞得（1077年—1078年）
- 刘伸（1078年）
- 耶律世迁（1082年—1083年）
- 耶律慎思（1098年—1101年）
- 耶律大悲奴（1103年—1104年）
- 萧贞一（1110年—1111年）
- 耶律大悲奴（1112年）
- 萧挞不也（1116年）
- 萧韩家奴（1116年）
- 萧挞不也（1120年）
- 萧乙薛（1120年—1122年）

## 文物
在宫殿遗址与汉城北墙之间立有1座石人，脸部呈长方形，头戴宝冠，颈部装饰有瓔珞，身着长袍，双手拱于胸前，手及手持物已残，赤足站在莲座上:168。在宫城遗址南侧还存有一对高1米、长1.5米的龟趺。在1962年的考古发掘中，考古人员在皇城中发现了大量的瓷器碎片，同时在汉城中发现了大量的陶器碎片:422。1972年，城址中出土了一窖铜币，总重共计约为280公斤，共有6万余枚，其中以汉代、唐代、五代、宋代钱币占多数。辽代钱币计有9个年代11种共44枚，此外还有西夏、高丽钱币各1枚。1999年时，考古人员在辽上京遗址内发现了一块残碑，残碑上可辨别“上京都……郡”4字:334。

## 保护
二十世纪五十年代时，当地政府将城内新建的房舍拆除，并严禁兴工动土。1961年，辽上京城遗址被中华人民共和国国务院列为第一批全国重点文物保护单位。“十一五”期间，辽上京遗址被列入100处全国重点保护的大遗址。1997年，文物考古部门又进行了一次大规模航拍，并通过这次航拍确定了辽上京城的城市规模、城市布局、城市的构成。2001年，辽上京遗址的保护被列为西部大开发文物重点保护项目。2002年3月13日，辽上京保护规则通过国家级专家鉴定，并由内蒙古自治区人民政府发布实施。2012年，辽上京遗址入选“中国申报世界文化遗产预备名录”。2013年12月17日，辽上京遗址被列入“国家考古遗址公园立项名单”。2014年时，内蒙古赤峰辽上京考古遗址公园被国家文物局列入第二批国家考古遗址公园立项名单。2015年7月初，中国社会科学院考古研究所内蒙古二队和内蒙古文物考古研究所对辽上京遗址的辽上京宫城东门和东墙等遗址展开联合考古发掘，并最终确定了东门的结构。